# Boston-Marathon 1904
| 8. Boston-Marathon     | 8. Boston-Marathon         |
| ---------------------- | -------------------------- |
| Stadt                  | Boston, Vereinigte Staaten |
| Datum                  | 19. April 1904             |
| Distanz                | 37 – 38,5 Kilometer        |
| Sieger                 |                            |
| Männer                 | Mike Spring (2:38:04 h)    |
| ← Boston-Marathon 1903 | Boston-Marathon 1905 →     |
| Website                | Offizielle Website         |

Der Boston-Marathon 1904 war die 8. Ausgabe der jährlich stattfindenden Laufveranstaltung in Boston, Vereinigte Staaten. Der Marathon fand am 19. April 1904 statt. Die Laufdistanz betrug zwischen 37 und 38,5 Kilometer.
Es gewann Mike Spring in 2:38:04 h.

## Ergebnis
| Platz | Athlet               | Land               | Zeit (h) |
| ----- | -------------------- | ------------------ | -------- |
| 01    | Mike Spring          | Vereinigte Staaten | 2:38:04  |
| 02    | Thomas J. Hicks      | Vereinigte Staaten | 2:39:34  |
| 03    | Thomas E. Cook       | Vereinigte Staaten | 2:42:35  |
| 04    | William A. Schlobohm | Vereinigte Staaten | 2:43:40  |
| 05    | Frederick Lorz       | Vereinigte Staaten | 2:44:00  |
| 06    | Samuel A. Mellor     | Vereinigte Staaten | 2:44:43  |
| 07    | J. Easley            | Vereinigte Staaten | 2:46:30  |
| 08    | Dennis Bennett       | Kanada             | 2:50:35  |
| 09    | F.A. Perreault       | Vereinigte Staaten | 2:52:45  |
| 10    | John S. Hunt         | Vereinigte Staaten | 2:53:15  |